# Stolnica Kristusovega učlovečenja, Granada
Stolnica Kristusovega učlovečenja (špansko: Catedral de Granada, Santa Iglesia Catedral Metropolitana de la Encarnacióna de Granada) je stolnica v mestu Granada, glavnem mestu province z istim imenom v avtonomni skupnosti Andaluzija, Španija. Stolnica je sedež nadškofije Granada.

## Zgodovina
Za razliko od večine stolnic v Španiji, je gradnja stolnice počakala na pridobitev Nasridskega kraljestva Granada z muslimanskimi vladarji, s strani krščanskih vladarjev leta 1492. Prvi načrti so predvidevali gotski model, podobno kot kraljeva kapela v Granadi Enriqueja Egasa, vendar je do gradnje cerkve prišlo v času, ko je španski renesančni model izpodrinil gotsko špansko arhitekturo preteklih stoletij. Temelji za cerkev arhitekta Egasa so bili položeni med 1518-1523 z začetkom na vrhu strani glavne mestne mošeje. Leta 1529 je Egasa nadomestil Diego de Siloé, ki je bil na strukturi od tal do venca delal skoraj štiri desetletja, načrtoval triforij in pet ladij namesto običajne tri. Najbolj nenavadna je krožna velika kapela namesto polkrožna apsida, morda se je zgledoval po italijanski ideji krožnih zgradb (na primer Albertijeva dela). V svoji sestavi združuje katedrala druge sloge arhitekture. Trajalo je 181 let, da je bila zgrajena.
Kasnejši arhitekti so bili Juan de Maena (1563-1571), ki mu sledi Juan de Orea (1571-1590), in Ambrosio de Vico (1590-?). Leta 1667 Alonso Cano, ki dela z Gaspar de la Peña, spremenila sta prvotni načrt za glavno fasado in uvedla baročne elemente. Veličastnost stavbe bi bila še večja, če bi bila zgrajena dva velika 81 m stolpa, predvidena v načrtih. Vendar pa je projekt ostal nepopoln iz različnih razlogov, med njimi finančnih.
Stolnica je bila namenjena, da postane kraljevi mavzolej Karla I. Španskega, a ga je Filip II. Španski preselil k svojemu očetu in poznejšim kraljem v El Escorial zunaj Madrida.
Glavna kapela vsebuje dva klečeča portreta katoliškega kralja in kraljice, Izabele in Ferdinanda, delo Pedro de Mena y Medrano. Doprsna kipa Adama in Eve sta delo Alonsa Cana. Kapelica svete Trojice ima čudovito retablo s slikarijami El Greco, Jusepe de Ribera in Alonso Cano.

## Opis
Stolnica v Granadi ima pravokotno osnovo na račun svojih pet ladij, ki v celoti pokrivajo križ, ki ne izstopa preko tlorisa. Vseh pet ladij je zamaknjenih v višino, glavna je najvišja. Ob vznožju katedrale se nahajata dva stolpa. Levi, ki se imenuje stolp San Miguel, je le opora, ki je nadomestila načrtovani stolp na tej strani.
Glavna kapela je sestavljena iz niza korintskih stebrov, na katerih so kapiteli sledi ogredje in nad njim oboki, med katerimi so nameščena okna z vitraji.
Fasada je sestavljena iz izoblikovane strukture v obliki slavolokov s portali. Sestavljena je iz treh stebrov okronanih s polkrožnimi loki, podprtimi na pilastri, ki so podobni kot v San Andrés de Mantove, Leona Battista Albertija. Pilastri nimajo kapitelov, temveč projekcije dodelane v stenah, na njih so tudi marmorni medaljoni z reliefi. Nad glavnim vrati se nahaja marmorni tondo z reliefom Oznanjenje, delo José Laughinga. Poudariti je treba tudi prisotnost vaze z lilijami na vrhu, ki namiguje na deviško in čisto naravo Matere božje.
Zakristija, postavljeno med letoma 1706 in 1759, sledi klasičnim proporcem celote, več stebrov iz transepta oblike mešanica Siloam.